# Plaça Cabrinetty (Puigcerdà)
Plaça Cabrinetty és una obra de Puigcerdà (Baixa Cerdanya) inclosa a l'Inventari del Patrimoni Arquitectònic de Catalunya.

## Descripció
La Plaça Cabrinetty, abans Plaça Major, constitueix un recinte quadrangular tancat per edificacions de diverses èpoques que la conformen donant-li un perímetre porticat. Hi destaquen les cases senyorials dels Descatllar i dels Cadell, construïdes amb elements tipològicament renaixentistes.

## Història
L'espai d'aquesta plaça, segons alguns historiadors, podria tractar-se del corresponent al pati de l'antiga plaça forta de Puigcerdà.
Fou centre social en els segles XVII i XVIII on les famílies nobles de la comarca es feien construir habitatges. El seu nom actual correspon al de l'heroi de la guerres carlistes, Josep Cabrinetty i Cladera.